# Pokémon Battle Trozei
Pokémon Battle Trozei (ポ ケ モ ン バ ト ル ト ロ ー ゼ, Picket Monsters Batoru Torōze), lançado como Pokémon Link: Battle! na Europa e na Austrália, é um jogo eletrônico de quebra-cabeça com tema Pokémon para o Nintendo 3DS e é a sequência do título de 2005 do Nintendo DS Pokémon Trozei!. Foi lançado na Nintendo eShop no Japão em 12 de março de 2014, na Europa em 13 de março de 2014, na Austrália em 14 de março de 2014 e na América do Norte em 20 de março de 2014. O jogo inclui todos os 718 Pokémon que eram conhecidos na época.

## Jogabilidade
A jogabilidade do Pokémon Battle Trozei é semelhante ao jogo para celular japonês Puzzle & Dragons. No jogo, os jogadores se envolvem em uma batalha Pokémon retratada na tela superior do dispositivo portátil. Para combater o Pokémon inimigo, os jogadores criam grupos de três ou mais ícones Pokémon idênticos na grade da tela inferior. As batalhas são travadas usando um sistema de estilo pedra, papel e tesoura, onde cada Pokémon tem diferentes tipos de elementos atribuídos a ele, e o resultado é baseado nos pontos fortes e fracos que esses tipos têm uns sobre os outros. Esta mecânica de pontos fortes e fracos elementares é emprestada dos principais jogos de RPG Pokémon. Este é o primeiro jogo de quebra-cabeça Pokémon a usar regras da série principal. Além da mecânica de correspondência, o jogo requer estratégia ao considerar quais tipos de Pokémon usar na batalha. Este elemento de estratégia coloca os jogadores que não estão familiarizados com a série Pokémon em desvantagem porque eles podem não conhecer os tipos de elemento de cada um dos 718 Pokémon do jogo.
O jogo suporta multijogador cooperativo para até quatro jogadores.
O jogo apresenta o mesmo Pokémon do Pokémon Trozei! mas também apresenta Pokémon de Sinnoh, Unova e Kalos, exceto Diancie, Hoopa e Volcanion.

## Desenvolvimento
O jogo foi revelado em 13 de fevereiro de 2014 em um Nintendo Direct e lançado na Nintendo eShop no Japão em 12 de março de 2014, na Europa em 13 de março de 2014, na Austrália em 14 de março de 2014 e na América do Norte em 20 de março de 2014. O jogo inclui todos os 718 Pokémon conhecidos na época. Uma consola de jogos de Nintendo 3DS XL com um tema decorativo Pokémon Battle Trozei foi lançada no Japão, mas a edição especial portátil só foi dada aos vencedores de competições realizadas pelo Pokémon Daisuki Club, um clube japonês para fãs de Pokémon. Após o lançamento do jogo, os clientes no Japão também podiam comprar um conjunto de cartões kuji que vieram com a chance de ganhar uma almofada, caneca, estojo de lápis ou outro item com o tema Trozei. O Pokémon Center japonês também tinha produtos Trozei à venda, incluindo adesivos, quebra-cabeças e cadernos.